# دينا سانيتشار

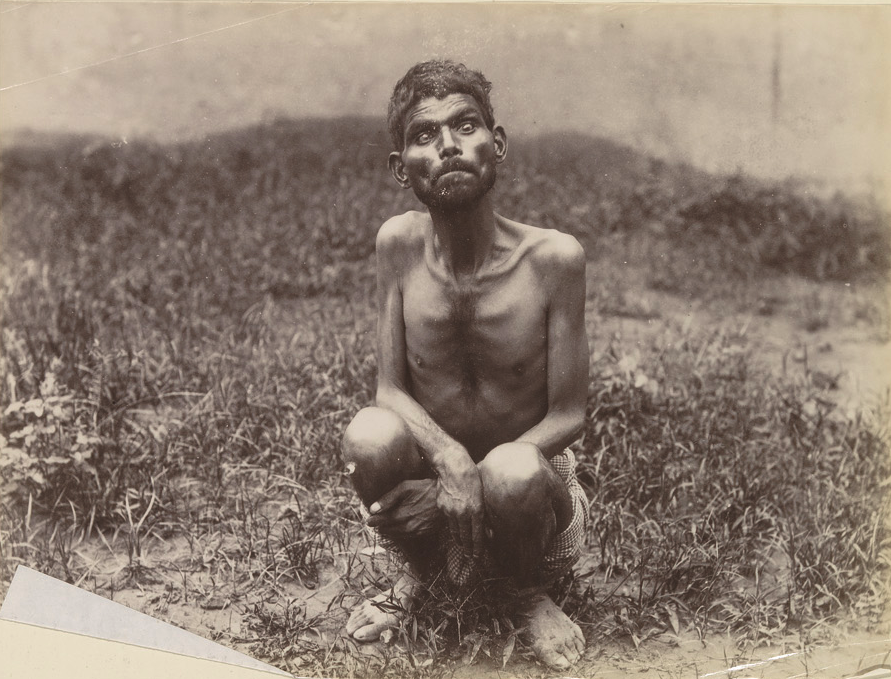
سانيتشار عندما كان شابا (1889-1894)

دينا سانيتشار أو دينا سانيشار (1860 أو 1861-1895) هو طفل متوحش اكتشفه مجموعة من الصيادين بين الذئاب في كهف بأتر برديش في الهند، شهر فبراير عام 1867، وهو في سن السادسة تقريبًا. نُقل سانيتشار بعدها إلى دار أيتام في سيكندرا ميشن وأُطلق عليه اسم «سانيتشار» ومعناه يوم السبت وذلك لأنه وصل دار الأيتام يوم السبت. ورد عنه أنه كان يسير على أربع ويأكل اللحوم النيئة،  وكان لا يستطيع التحدث لكنه كان يصدر أصواتًا مشابهة للذئب. عاش سانيتشار بين البشر أكثر من عشرين عامًا لكنه لم يتعلم أبدًا الكلام وظل يعاني من الإعاقة طوال حياته. وكان سانيشار مدخنا شرها، وتوفي بمرض السل عام 1895.